# Jake Peavy
Jacob Edward „Jake“ Peavy (* 31. Mai 1981 in Mobile, Alabama) ist ein ehemaliger US-amerikanischer Baseballspieler in der Major League Baseball (MLB) auf der Position des Pitchers.

## Karriere
Peavy wurde direkt von der High School von den Padres gedraftet und verbrachte einige Jahre in den Minor League Teams der Padres, bis er am 21. Juni 2002 in das Major League Team von San Diego berufen wurde und dort einen Tag später sein erstes Major-League-Spiel gegen die New York Yankees bestritt.
Den Durchbruch erlangte Peavy in der Saison 2004, als er mit einem ERA (Earned Run Average) von 2.27 Spitzenreiter der MLB wurde.
In der Saison 2005 wurde er in das All Star Team der National League berufen und kam mit San Diego in die Post Season. Peavy brach sich beim Feiern des Meistertitels der Western Division eine Rippe und spielte im ersten Playoffspiel gegen die St. Louis Cardinals unter großen Schmerzen weit unter seinen Möglichkeiten.
In der Saison 2005 hatte Peavy 216 Strikeouts, was den Bestwert in der National League darstellte und ligenweit nur von Johan Santana mit 238 übertroffen wurde.
Peavy galt, trotz seines jungen Alters, als einer der besten Pitcher der Major Leagues. Als sein großes Vorbild gab Peavy den Routinier und Mannschaftskameraden Trevor Hoffman an.
Im April 2012 wurde Peavy als AL Pitcher of the Month ernannt. Er pitchte einen ERA von 1.67 und schaffte 33 Strikeouts bei 5 Einsätzen. Am 8. Juli 2012 ersetzte Peavy CJ Wilson als Pitcher beim MLB All-Star Game 2012. Peavy wurde zusammen mit Jeremy Hellickson von den Tampa Bay Rays mit dem Gold Glove Award als Pitcher der American League ausgezeichnet.  Das war die erste Gold Glove Award Auszeichnung seiner Karriere. Am 30. Oktober unterschrieb Peavy einen erneuten Zweijahresvertrag mit den White Sox über 29 Millionen Dollar. Somit sicherten sich die White Sox seine Dienste bis mindestens 2014.
Ab dem 30. Juli 2013 war er bei den Boston Red Sox unter Vertrag. Sein Debüt für Boston gab er am 3. August 2013 gegen die Arizona Diamondbacks.
Am 26. Juli 2014 wurde er von den Red Sox zu den San Francisco Giants getradet. Er gab sein Debüt für San Francisco am 27. Juli 2014 gegen die Los Angeles Dodgers.